# Нимфејски споразум (1214)
Нимфејски споразум (грчки: Συνθήκη του Νυμφαίου) је био мировни споразум потписан децембра 1214. године између Никејског царства са једне и Латинског царства са друге стране. Њиме је окончан рат који је вођен од 1206. године.  

## Споразум
Након Четвртог крсташког рата, Балдуин IX Фландријски је изабран за првог владара Латинског царства, основаног на територији некадашње Византије. Оно је обухватало како бившу византијску престоницу, тако и северозападне делове Мале Азије, мада је тамо латинска власт била више формална него стварна. Продор царске војске на ове просторе био је неопходан ради завођења чврсте централне власти. Балдуин је након учвршћења власти водио рат против Бугара око Тракије. У бици код Хадријанопоља 1205. године поражен је и заробљен. Мала Азија се тако нашла ван главних токова латинске историје. У годинама након пада Цариграда, оснива се Никејско царство од стране Теодора Ласкариса, који се првих година морао борити против Турака Селџука. 
Балдуинов брат Хенрик Фландријски преузео је контролу над Латинским царством и покренуо рат против Теодора I 1206. године. Међутим, све до 1211. године овај рат сводио се на мање окршаје. Хенрик је 15. октобра 1211. године однео победу над никејским снагама у бици на реци Ринди. Латинска војска продире до Пергама и Нимфеја, али је заустављена герилским нападима Никејаца. Обе стране биле су спремне за примирје. Нимфејским споразумом утаначен је мир између два цара. Латини су задржали северозападне делове Анадолије, укључујући обалу Битиније и већи део Мизије. 

## Последице
Рат се, међутим, наставио и наредних година. Нимфејски споразум је показао да ни Латини и Никејци нису у стању уништити свог противника. Још једна од одредби споразума тицала се Давида Комнина, дотада Хенриковог вазала, који је нападао територије Никеје. Латински цар морао се одрећи пружања помоћи пафлагонијском владару. Теодор је тако крајем 1214. године добио одрешене руке да анектира све земље западно од Синопе. Никеја је добила излаз на Црно море. Теодор је такође остао слободан да настави рат против Селџука. Никеја је консолидовала своју источну границу у наредним година,а. Непријатељства између Никејског и Латинског царства избила су поново након смрти Теодора Ласкариса. Власт у Никеји преузео је Јован III Дука Ватац, против кога су устала Теодорова браћа, Алексије и Исак. Ласкариси су затражили и добили помоћ латинског цара. Ватац, међутим, односи победу у бици код Поиманенона, након чега заузима латинске територије у Малој Азији, гарантоване Нимфејским споразумом.